# Западен шелфов ледник
Западният шелфов ледник (на немски: West-Schelfeis; на английски: West Ice Shelf) е деветият по големина (16 370 km²) шелфов ледник край бреговете на Антарктида. Заема част от крайбрежието на Източна Антарктида, край Брега Леополд и Астрид на Земя принцеса Елизабет, в акваторията на море Съдружество на запад и акваторията на море Дейвис на север и изток в Индоокеанския сектор на Южния океан. Простира се на протежение от 288 km между 81°20’ и.д. (залива Бариера) на запад и 87°40’ и.д. (залива Позадовски) на изток. Площ 16 370 km² (заедно с постоянно изменящата си конфигурация и територия северен полуостров Челюскинци площта му нараства до 26 010 km²), обем 9350 km³. От север в него се вдават заливите Николаев и Карелин. Надморската му височина варира от 70 до 100 m, като в средната му част се издигат куполите Лесков, Михайлов и Завадовски с височини съответно 184, 238 и 197 m. Югозападно от него се простира обшрна област от натрошен лед, осеяна с дълбоки ледени пукнатини и пропасти – т.нар. Таймирски ледолом. В източната му част се „влива“ големия ледник Филипи. 
Западният шелфов ледник е открит през 1902 г., след което е изследван и топографски заснет от първата германска антарктическа експедиция (1901 – 03) с ръководител Ерих фон Дригалски. Наименуван е Западен поради това, че германската експедиция се е движила от изток на запад и по време на откриването му той е бил в западна посока от тях. През 1957 – 60 г. е детайлно изследван, топографски заснет и картиран от 2-рата и 3-та Съветски антарктически експедиции.